# مفصليات الرقبة
مفصليات الرقبة (الاسم العلمي:†Arthrodiriformes) هي رتبة منقرضة من الفقاريات تتبع فوق رتبة من طائفة لوحيات الأدمة.

## التصنيف
- قصيرات الصدر
  - قصيرات الصدر الحقيقية
    - عظميات الشكل السميكة
      - عظميات دانكل وأشباهها
        - عظميات دانكل
          - عظمية دانكل